# Клан Гатрі

Гребінь клану Гатрі.

Герб вождів клану Гатрі.

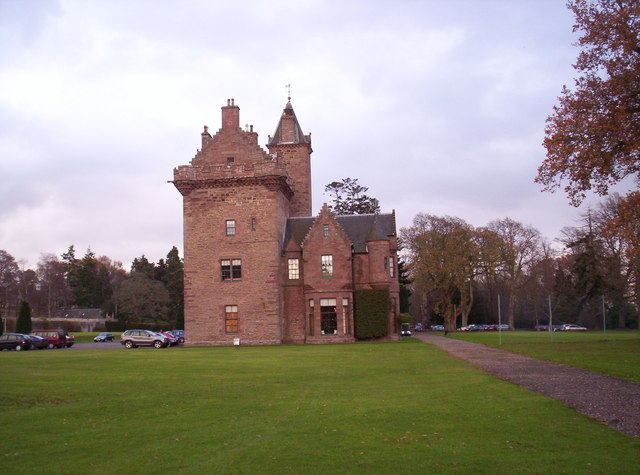
Замок Гатрі.

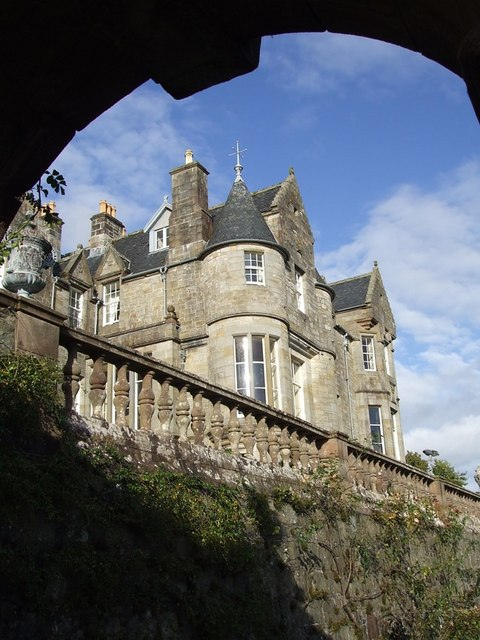
Замок Торсей.

Клан Гатрі (шотл. — Clan Guthrie, гельск. — Gutraidh) — клан Гухрі, клан Гутрайд — один з кланів рівнинної частини Шотландії — Лоуленду. Є версія, що гельська назва клану Гутрайд в перекладі з гельської мови означає «вітряне місце».
Гасло клану: Sto pro veritate — Я стою за правду (лат.)
Вождь клану: Олександр Гатрі (шотл. — Alexander Guthrie) — XXII вождь клану Гатрі.
Історична резиденція вождя клану: Замок Гатрі (шотл. — Guthrie Castle).
Сучасна резиденція вождя клану: Рим, Італія.

## Історія клану Гатрі

### Походження клану Гатрі
Назва клану Гатрі виникла від назви місцевості де цей клан жив — від землі Гатрі, що в Ангусі. Топонім Гатрі є одним із найдавніших топонімів в Ангусі. Походження цієї назви незрозуміле. Судячи по всьому назва виникла ще до приходу кельтів, індоєвропейців в Шотландію і ця земля отримала свою назву від якогось невідомого неіндоєвропейського племені чи народу. Існує легенда, що назва походить від давнього короля, що в цих місцях ловив рибу, і три рибини потрапили до кишки (gut) голодного монарха. Є версія, що гельська назва клану Гутрайд в перекладі з гельської мови означає «вітряне місце».
В історичних документах клан Гатрі вперше згадується в 1178 році. Король Шотландії Вільям Лев подарував землі Гухерін (гельск. — Gutherin) абатству Арброах (гельск. — Arbroath). Потім ці землі придбав королівський соколоносець, що і став засновником клану Гатрі.

### ХІІІ— XIV століття
Лерд Гатрі був відправлений у Францію в 1299 році, щоб переконати Вільяма Воллеса повернутися до Шотландії. Місія була успішною і Гатрі висадився з Воллесом в землі Монтроз, що в Ангусі. Давні грамоти на володіння землею були втрачені кланом Гатрі, але історики говорять, що вожді клану Гатрі отримали титул барона від короля Шотландії Девіда II.

### XV століття
У серпні 1442 року вождь клану Гатрі — Олександр Гатрі згадується в грамотах щодо володінь Олександра Сетона, лорда Гордона, лорда Кейт. Олександр Гатрі придбав землі Кінкалдрум (гельск. — Kincaldrum) біля Форфарі в 1446 році і ставназиватися Байллі Форфар (гельск. — Baillie Forfar). Сер Девід Гатрі був зброєносцем короля Шотландії, капітаном варти і був призначений лорд-скарбником Шотландії в 1461 році. Він також отримав грамоту з великою королівською печаткою, з дозволом побудувати замок Гатрі в 1468 році і в 1473 він був призначений лордом головним суддею Шотландії. Девід Гатрі значно збільшив свої маєтки і заснував церкву в Гатрі, що була підтверджена папською буллою в 1479 році.

### XVI століття
Син Девида — сер Олександр Гатрі був убитий в битві під Флодден у 1513 році. У 1567 році вождь клану Гатрі підтримав Джеймса VI у боротьбі проти його матері Марії Стюарт. Приблизно в той же час клан Гатрі воювали з сусіднім кланом Гардайн (Гардін). Вождь клану Гатрі — Олександр Гатрі був убитий під Інверпеффер людьми клану Гардайн і клан Гатрі почав помсту. Ворожнеча і війна між кланами Гатрі та Гардайн тривала до 1618 року. Клан Гатрі отримав помилування від короля за вбивство людей клану Гардайн.

### XVII століття
На початку XVII століття виникла суперечка щодо посади вождя клану та власності, аж поки Джон Гатрі — єпископ Мореї став XI вождем клану Гатрі. Джон Гатрі був висвячений в місті Перт і став на чолі церкви святого Гілеса в Единбурзі в 1621 році. Він оселився в палаці Спайні в 1623 році і був висвячений на єпископа Мореї. Під час громадянської війни в Шотландії він був змушений віддати свій замок армії полковника Монро і оселитися в своїх володіннях в Гантрі. Його третій син — Андрій підтримав під час війни Джеймса Грема — І маркіза Монтроз, потрапив у полон під час битви під Філіфау (шотл. — Philiphaugh). Андрій Гантлі був засуджений до смерті і страчений в січні 1646 року. Дочка Андрія Гантлі — Бетія вийшла заміж за спадкоємця — Френсіса Гатрі Гагі, в результаті цього назва і маєтки клану Гатрі залишилися за кланом Гатрі.
Люди клану Гатрі в той час відігравали не абияку роль в релігійному житті Шотландії. Вони були затятими прихильниками вчення Лютера та пресвітеріанства і вороже ставились до римо-католицької церкви. Вони були готові віддати життя за свої переконання і наголошували, що вони «тримають меч в одній руці, а Біблію в іншій».
Джеймс Гатрі — вождь клану Гатрі був міністром Ковенанторів, став одним з перших мучеників цього руху. Він був висвячений в міністри Лаудер в 1638 році і переїхав до Стерлінгу в 1649 році. Він проповідував відкрито проти релігійної політики короля і був позбавлений посади в Генеральній асамблеї церкви Шотландії. Він продовжував проповідувати свої ідеї, був схоплений і страчений у 1661 році.

### XVIII— ХІХ століття
Історично у клані Гатрі було дві гілки — дві септи — основна Гатрі Гатрі та побічна — Гатрі Галкертон (Halkerton). У XVIII століття бічна гілка Галкертон претендувала на титул барона та вождівство в клані по праву колишніх спадкових королівських соколоносців. Але у 1747 році септі Галкертон було відмовлено у цьому праві.
Джон Дуглас Гатрі служив у кавалерії під час єгипетської компанії Британської армії у 1882 році. Він одружився з Мері — дочкою Дункана Девідсона Туллоха.
Підполковник Іван Гатрі був останнім вождем клану Гатрі, що жив у замку Гатрі. Він народився 1886 року, був видатним військовим — командиром 4-го батальйону «Чорної варти» і був нагороджений Військовим Хрестом.

## Клан Гатрі сьогодні
Замок Гатрі був куплений сім'єю Пенья (ісп. — Peña) в 1984 році, і в даний час використовується для весіль, ділових зустрічей, для гри в гольф. Існує активна братська організація клану Гатрі, що займається питаннями збереження і розвитку культурної спадщини клану Гатрі.

## Вождь клану Гатрі
Нинішній XXII вождь клану Гатрі — Олександр Гатрі успадкував цю посаду від своєї бабусі — Мойри Гатрі. Нині він живе в Італії.

## Замки клану Гатрі
- Замок Гатрі (шотл. — Guthrie Castle) — це добре відомий в Шотландії замок. Розташований недалеко від Форфарі в Ангусі, цей замок був побудований в 1468 році відповідно до грамоти, наданої королем Шотландії Джеймсом III. У той час вождь клану Гатрі — сер Девід Гатрі був скарбником короля. Спочатку замок складалася лише з квадратної вежі і вхідних воріт (шотл. — yett). Єт були в ту епоху символом довіри. Вежа має стінки завтовшки 14 футів — це була міцна фортеця до винаходу артилерії. Вожді клану потім перестали жити у вежі і побудували будинок поряд у 1760 році. У 1848 році Джон Гатрі за допомогою архітектора Девіда Брайса з'єднав вежу і будинок. Капітальний ремонт здійснили Джон і Гаррієт Мод Гатрі в 1850-их роках. Пізніше збудували залізницю, що проходила біля замку. Замок Гатрі був проданий в 1984 році в сім'ї Пенья. Сьогодні, це популярне місце для проведення весіль та спеціальних заходів, включаючи гольф. Замок має репутацію замку в якому є привиди. Привида останній раз бачила одна із сім'ї Гатрі, коли вона була маленькою дівчинкою.
- Замок Гагі (шотл. — Gagie Castle) — біля Данді, побудований у 1614 році. Він служив як придане і був додатком до замку Гатрі. Старший син лерда Гатрі жив тут після шлюбу, поки його батько не помирав. Потім він переїхав зі своєю родиною в Гатрі замок, і його старший син оселявся в замку Гагі. Така була традиція. Замок Гагі перебудовувався в кожному столітті, але до цього часу зберігає шарм XVII століття. Замок мав сад і оборонну стіну. В саду був літній будинок побудований Джоном і Джеан Гатрі в 1762 році. Замок Гагі має ряд сімейних портретів, які раніше прикрашали стіни замку Гатрі. Вони були придбані товариством замку Гатрі, коли вони були продані з аукціону під час продажу замку. Замок Гагі тепер належить родині Сморз (шотл. — Smors), і вони вітали візит вождів клану Гатрі. Замок Гагі тепер збираються продати.
- Замок Торосей (шотл. — Torosay Castle) — розташований на острові Малл, був придбаний в 1865 році Чарльзом Гатрі Арбуртнотом — багатим лондонським бізнесменом. Він слугував місцем відпочинку. Замок має більш 60 номерів, і оточений площею приватних володінь розміром більше 12 000 гектарів. Замок був проданий в 2012 році фонду МакЛіна і був закритий для громадськості протягом року. На приватній сімейній вечері в грудні 2013 року Крістофер Гатрі-Джеймс, колишній власник замку сказав, що «це було зроблено з відчуттям полегшення, а не жалю, що ми продали замок Торосей.» Кеннет МакЛін Дональд VI лерд МакЛін витратив більше 1 млн. £ на відновлення замку і садиби.